# Seulpeun yeon-ga
Seulpeun yeon-ga (슬픈 연가?, lett. Sonata triste; titolo internazionale Sad Love Story, conosciuta anche come Sad Love Song) è una serie televisiva sudcoreana trasmessa su MBC dal 5 gennaio al 17 marzo 2005.

## Trama
Già al loro primo incontro da adolescenti, Joon-young e Hye-in, affetta da cecità, si sentono collegati l'uno all'altra. Giovani e ingenui, credono che niente possa cambiare il loro amore, ma la vita li spinge in direzioni opposte. Joon-young viene mandato a Seul, mentre Hye-in emigra in America e, informata della morte, tuttavia mai avvenuta, dell'amato, lotta per ricominciare a vivere da sola. Anni dopo, la donna torna a Seul. In grado nuovamente di vedere, è diventata una cantante ed è felicemente fidanzata con il suo produttore Gun-woo. Tutto cambia quando l'amico compositore di quest'ultimo si rivela essere Joon-young. Egli la riconosce immediatamente, ma Hye-in no, non avendolo mai visto prima.

## Personaggi
- Seo Joon-young/Choi Joon-kyu, interpretato da Kwon Sang-woo e Yoo Seung-ho (da giovane)
- Park Hye-in, interpretata da Kim Hee-sun e Kim So-eun (da giovane)
- Lee Gun-woo, interpretato da Yeon Jung-hoon
- Cha Hwa-jung, interpretata da Kim Yeon-joo e Go Ah-sung (da giovane)
- Seo Hyang-ja, interpretata da Na Young-hee
Madre di Joon-young.
- Choi Joon-il, interpretato da Lee Young-ha
Padre di Joon-young.
- Audrey/Lee Mi-sook, interpretata da Jin Hee-kyung
Zia di Hye-in.
- Lee Kang-in, interpretato da Jo Kyung-hwan
Padre di Gun-woo.
- Lee Soo-ji, interpretata da Lee Yeon-soo
Sorella maggiore, disabile, di Gun-woo.
- Oh Sang-jin, interpretato da Lee Jong-won
Marito di Soo-ji.
- Hwang Min-kyung, interpretata da Lee Mi-young
Madre di Hwa-jung.
- Cha Chang-man, interpretato da Kang Nam-gil
Padre di Hwa-jung, un tassista.
- Lee Min-ho, interpretato da Jung Woo
Un gangster innamorato di Hwa-jung.
- Jang Jin-pyo, interpretato da MC Mong
Amico di Joon-young e Gun-woo.
- Jang-ho, interpretato da Lee Hyun-woo
Chitarrista.
- Kang Shin-hee, interpretata da Lee Da-hee
Amica newyorkese di Gun-woo.
- Sook-ja, interpretata da Choi Ran
- Charlie, interpretato da Hong Seok-cheon
- Yong-chul, interpretato da Baek Bong-ki
- Ragazza di Choi Joon-il, interpretata da Kim Hee-jung
- Figlio di Joon-young, interpretato da Yoo Seung-ho
- Madre deceduta di Gun-woo, interpretata da Yang Geum-suk

## Distribuzioni internazionali
| Paese     | Canale/i | Prima TV                    | Titolo adottato |
| --------- | -------- | --------------------------- | --------------- |
| Giappone  | Fuji TV  | agosto 2005                 | 悲しき恋歌      |
| Taiwan    | GTV      | 1 settembre-10 ottobre 2005 | 悲傷戀歌        |
| Hong Kong | Jade TV  |                             | 悲傷戀歌        |